# Велика (Хорватія)
45°27′ пн. ш. 17°40′ сх. д. / 45.45° пн. ш. 17.66° сх. д.
Велика (хорв. Velika) — громада і населений пункт в Пожезько-Славонській жупанії Хорватії.

## Населення
Населення громади за даними перепису 2011 року становило 5 607 осіб. Населення самого поселення становило 2 117 осіб.
Динаміка чисельності населення громади:
Динаміка чисельності населення центру громади:

## Населені пункти
Крім поселення Велика, до громади також входять:
- Антуноваць
- Бишкупці
- Братулєвці
- Долянці
- Драга
- Горні Врховці
- Кантровці
- Клиса
- Лучинці
- Марковаць
- Милановаць
- Миливоєвці
- Нєжич
- Оляси
- Оздаковці
- Полянська
- Поточани
- Радованці
- Смоляновці
- Стражеман
- Торань
- Тренково
- Трноваць

## Клімат
Середня річна температура становить 10,87 °C, середня максимальна — 24,86 °C, а середня мінімальна — -5,46 °C. Середня річна кількість опадів — 843 мм.
| Клімат поселення                              | Клімат поселення | Клімат поселення | Клімат поселення | Клімат поселення | Клімат поселення | Клімат поселення | Клімат поселення | Клімат поселення | Клімат поселення | Клімат поселення | Клімат поселення | Клімат поселення | Клімат поселення |
| Показник                                      | Січ.             | Лют.             | Бер.             | Квіт.            | Трав.            | Черв.            | Лип.             | Серп.            | Вер.             | Жовт.            | Лист.            | Груд.            |                  |
| Середній максимум, °C                         | 6,41             | 7,96             | 12,44            | 16,67            | 21,81            | 24,86            | 24,63            | 24,07            | 19,92            | 14,83            | 9,22             | 5,15             |                  |
| Середня температура, °C                       | 0,47             | 2,02             | 6,49             | 10,72            | 15,88            | 18,93            | 20,99            | 20,42            | 16,29            | 11,18            | 5,55             | 1,51             |                  |
| Середній мінімум, °C                          | −5,46            | −3,92            | 0,56             | 4,79             | 9,93             | 12,97            | 17,32            | 16,78            | 12,64            | 7,54             | 1,95             | −2,13            |                  |
| Норма опадів, мм                              | 52               | 49               | 54               | 68               | 79               | 101              | 78               | 78               | 65               | 73               | 81               | 65               |                  |
| Середньомісячна швидкість вітру, м/с          | 2.05             | 2.30             | 2.58             | 2.50             | 2.24             | 2.05             | 2.01             | 1.85             | 1.88             | 1.95             | 2.05             | 2.10             |                  |
| Середньомісячна сонячна радіація, кДж/м²·день | 4315             | 7041             | 10848            | 15172            | 19197            | 21225            | 22026            | 19846            | 14787            | 9187             | 4912             | 3608             |                  |
| --------------------------------------------- | ---------------- | ---------------- | ---------------- | ---------------- | ---------------- | ---------------- | ---------------- | ---------------- | ---------------- | ---------------- | ---------------- | ---------------- | ---------------- |
| Джерело:                                      |                  |                  |                  |                  |                  |                  |                  |                  |                  |                  |                  |                  |                  |